# Rodrigo Goñi Reyes
Rodrigo Goñi Reyes (Flores, 3 de julio de 1967) es un abogado y político uruguayo, perteneciente al partido Nacional.

## Biografía
Sus primeros estudios fueron realizados en la ciudad de Trinidad. Entre 1983 y 1985 fue presidente de la Asociación de Estudiantes de Flores. En 1985 fue miembro del Secretariado Ejecutivo de la FEI (Federación de Estudiantes del Interior). En 1986 ingresó a la Facultad de Derecho y se graduó de abogado en 1992. Realizó postgrados en  Dirección General de Empresas (ISEDE) y en Competitividad (UCUDAL). 
Entre 1992 y 2000 se dedicó al ejercicio liberal de la abogacía. En los años siguientes se enfocó en la actividad empresarial ocupando los roles de Directivo del Frigorífico PUL, en el cargo de vicepresidente (2003-2010); directivo de la Cámara de Industria Frigorífica (2003-2010); director ejecutivo y vicepresidente de varias empresas agroindustriales (2000-2010).
En el periodo 2000-2003 se desempeñó como director del Instituto Nacional de Abastecimiento. De 2004 a 2010 fue miembro de la Junta Nacional de Carnes (INAC). De 2010 a 2013 fue director de la Corporación Nacional para el Desarrollo.
En su actividad política, durante el periodo de 2000-2005 fue miembro de la Comisión Nacionalista del Departamento de Flores. Entre 2000 y 2013 fue Convencional Nacional del Partido Nacional. Fue director suplente del partido entre 2005 y 2009. En 2006 fue fundador del movimiento Idea Nacional y en 2008 de la agrupación Lista 40. En 2014 fue elegido diputado por Montevideo para el periodo 2015-2020.
En 1998, Goñi se casó con la médica psiquiatra Gabriela Dartayete, con quien tiene tres hijas: Magdalena, Elisa y Rosario.